# Miradouro das Manadas
O Miradouro das Manadas é um miradouro português localizado na freguesia das Manadas, concelho de Velas, ilha de São Jorge, arquipélago dos Açores.
Este miradouro meio escondido numa curva da estrada oferece uma vista sobre a vila das Velas e permite uma vista sobre grande parte da costa Sul da ilha de São Jorge, desde as Manadas até ao Morro dos Fachos nas Velas. Daqui é também possível ver a ilha do Pico e a ilha do Faial do outro lado do Canal de São Jorge.